# Saïdia
Mediterrania-Saïdia ist ein 2009 eröffneter Badeort in Marokko bei Saidia, Provinz Berkane. Er liegt im Nordosten des Landes nahe der Grenze zu Algerien.
Der Ort hat einen 14 km langen Sandstrand und eine Marina von 290.000 m². Es sollen Liegeplätze für 1350 Jachten bis 50 m Länge entstehen, drei Golfplätze mit 18 Löchern auf 210 ha, das Einkaufszentrum Medina Center auf 40.000 m². Es entstehen ausschließlich Vier- und Fünfsternehotels mit insgesamt 17.000 Betten sowie 300 Villen. Im Endausbaustadium sind 8000 Arbeitsplätze geplant.
In der Nähe befinden sich der Flughafen Oujda (rund 40 km südöstlich) sowie der Flughafen Nador (rund 70 km). Der Ort ist so in einer Stunde aus Spanien, in zwei Stunden aus Frankreich und Italien sowie in drei Stunden aus Großbritannien oder Deutschland erreichbar. Die Entfernungen auf dem Boot betragen 148 km von Almería und 220 km von der Costa del Sol.